# María Cristina Vilanova de Árbenz
María Cristina Vilanova Castro de Árbenz (San Salvador, 17 de abril de 1915 – San José, 5 de janeiro de 2009) foi a primeira dama de Guatemala durante os períodos (1944-1945) e (1951-1954), sendo esposa do presidente guatemalteco coronel Jacobo Árbenz Guzmán.
Nascida em San Salvador em 1915, filha de pais de classe alta e de ascendência alemã, educou-se em instituições europeias. Numa viagem familiar a Guatemala conheceu Árbenz, que então era um jovem cadete da Escola Politécnica. Ambos tinham uma esmerada educação e ideais similares e rapidamente se deram bem; poucos anos depois casaram-se, apesar de que ele era protestante e ela católica.
Vilanova foi a primeira esposa de um presidente guatemalteco que o acompanhava em todos os eventos públicos, bem como a primeira a desenvolver programas sociais na Guatemala. Tem sido comparada com Eva Perón como uma das primeiras feministas nas altas esferas de um governo latino-americano.
Tal como seu esposo, foi acusada de ser comunista e de influir com suas ideologias a Jacobo Árbenz, depois de partir com sua família a um longo e penoso exílio depois do golpe de estado de 1954.
Ao morrer seu esposo no México em 1971, viajou para a Costa Rica com sua família onde morreu em 2009.